# Manfred Uekermann
Manfred Uekermann (* 23. Juni 1960 in Westerland, Sylt) ist ein deutscher Politiker (CDU) und seit 2022 Mitglied im Schleswig-Holsteinischen Landtag.

## Leben und Beruf
Uekermann war als Berufssoldat tätig.

## Politische Tätigkeit
Uekermann ist Ortsbeiratsvorsitzender der Gemeinde Tinnum und Vorsitzender der CDU-Kreistagsfraktion im Kreis Nordfriesland.
Uekermann befand sich bei der Landtagswahl in Schleswig-Holstein 2022 auf Platz 29 der Landesliste seiner Partei. Er gewann mit 43,3 % der Erststimmen im Wahlkreis Nordfriesland-Nord das Direktmandat und zog damit in den Landtag ein. Im 20. Landtag ist Uekermann seitdem ordentliches Mitglied im Umwelt- und Agrarausschuss sowie im Petitionsausschuss. Er ist ferner Mitglied im Gremium für Fragen der deutschen Minderheit in Nordschleswig und im Gremium für Fragen der friesischen Volksgruppe im Lande Schleswig-Holstein. Innerhalb der CDU-Landtagsfraktion ist Uekermann Sprecher für Küstenschutz und Fischerei. Sein Schwerpunkt liegt auf der Wohnungspolitik.

## Mitgliedschaften
Uekermann ist Vorsitzender des Landschaftszweckverbands Sylt, der Landesarbeitsgruppe AktivRegion Uthlande und der Insel- und Halligkonferenz. Zudem ist er Mitglied der Freiwilligen Feuerwehr, Mitglied im Sölring Foriining und im Hegering Sylt.

## Privates
Uekermann ist verheiratet und Vater dreier erwachsener Kinder.